# Liste der Mitglieder der National Academy of Sciences/1866
Im Jahr 1866 wählte die National Academy of Sciences der Vereinigten Staaten 3 Personen zu ihren Mitgliedern.

## Neugewählte Mitglieder
- Alexander Agassiz (1835–1910)
- Samuel William Johnson (1830–1909)
- George Perkins Marsh (1801–1882)